# Las Moscas (Entre Ríos)
Las Moscas é uma junta de governo da província de Entre Ríos, na Argentina.